# اچ‌ام‌اس تاویستوک (۱۷۴۷)
اچ‌ام‌اس تاویستوک (۱۷۴۷) (به انگلیسی: HMS Tavistock (1747)) یک کشتی بود که طول آن ۱۵۰ فوت (۴۵٫۷ متر) بود. این کشتی در سال ۱۷۴۷ ساخته شد.